# Bryce Jones
Bryce Tyler Jones Jr. (Brooklyn, 12 ottobre 1994) è un cestista statunitense.

## Palmarès

### Squadra
- Campionato rumeno: 1

U Cluj: 2023-2024
- Campionato bosniaco: 1

Igokea: 2024-2025
- Coppa di Romania: 1

U Cluj: 2024
- Coppa di Bosnia ed Erzegovina: 1

Igokea: 2025

### Individuale
- Quintetto ideale della ABA Liga: 1

Igokea: 2024-25